# Láska hory přenáší
Láska hory přenáší je česko-slovenská romantická komedie z roku 2022 režiséra Jakuba Machaly. Pro Machalu jde o celovečerní filmový debut a spolu s Janem Studničkou, Michalem Balážem a Annou Kruchňovou je spoluautorem scénáře.
V hlavních rolích se objevili Anna Fialová, Marek Lambora, Lenka Krobotová, Csongor Kassai, Noël Czuczor a Natália Germáni. Natáčení probíhalo v březnu 2021 ve Vysokých Tatrách, v hotelu Hubert v Gerlachově.
Film měl v českých a slovenských kinech premiéru dne 5. května 2022.

## Synopse
Film vypráví o přípravě svatby mladé ženy Alex, které komplikuje život nejen hysterická matka, ale hlavně to, že se její nastávající ztratil. Zmatku využívá instruktor lyžování Petr, který se snaží připravit rande pro nejkrásnější ženu v hotelu.
Příběh se odehrává v průběhu několika hodin jednoho dne, ve filmu jsou tři verze, každá z pohledu jiné postavy. Tyto verze se vzájemně ovlivňují a postupně propojují.

## Obsazení
| Anna Fialová      | Alex           |
| Natália Germáni   | Klára          |
| Marek Lambora     | Petr           |
| Richard Stanke    | Róbert         |
| Csongor Kassai    | Patrik         |
| Noël Czuczor      | Matej          |
| Lenka Krobotová   | Alexina matka  |
| Matej Landl       | Karol          |
| Broňa Kováčiková  | Jasmína        |
| Ľudmila Swanová   | teta nevěsty   |
| Vanda Chaloupková | Magda          |
| Lukáš Příkazký    | Igor           |
| Matej Struhár     | recepční Mirko |
| Mária Breinerová  | Marcelka       |
| Stanislav Pitoňák | barman Luboš   |
| Petra Nesvačilová | fotografka     |
| Miroslav Kasprzyk | horská služba  |
| David Kraus       | David Kraus    |
| Juraj Kukura      | Juraj Kukura   |

## Recenze
Film získal od českých kritiků průměrná hodnocení:
- Mirka Spáčilová, IDNES.cz, 5. května 2022, [6]
- Mojmír Sedláček, MovieZone, 5. května 2022, [7]
- Anja Verem, Červený koberec, 9. května 2022, [8]